# Anolis grahami
Anolis grahami – gatunek jaszczurki z rodziny Anolidae przystosowanej do siedlisk antropomorficznych i niezagrożonej wyginięciem.

## Systematyka
A. grahami zalicza się do rodzaju Anolis, klasyfikowanego obecnie w monotypowej rodzinie Anolidae. W przeszłości zaliczany był do licznej w gatunki rodziny legwanowatych (Iguanidae).

## Rozmieszczenie geograficzne
Gad pochodzi z Jamajki, gdzie wedle danych z 1999 jest jednym z najczęściej spotykanych i najszerzej rozprzestrzenionych przedstawicieli swej rodziny. Prócz tego introdukowano go na Bermudach. W efekcie podawany przez IUCN zasięg występowania osiąga powierzchnię 11 044 km².

## Siedlisko
Kręgowiec zamieszkuje różnorodne siedliska. IUCN wymienia tutaj suche lasy i suchą roślinność przybrzeżną, jak również pastwiska, dobrze nawodnione i zacienione ogrody, ściany, a nawet wnętrza budynków. Łuskonośny zaadaptował się do środowiska o umiarkowanej wilgotności.

## Zagrożenia i ochrona
Gatunkowi nic nie grozi i nie ma potrzeby przeprowadzać żadnych działań zmierzających do jego ochrony, tym bardziej że prawdopodobnie zamieszkuje obszary chronione na terenie Jamajki.